# Karl Emil Knudsen
Karl Emil Knudsen (Kopenhagen, 16 juni 1929 – Kopenhagen, 5 september 2003) was een belangrijk figuur binnen de Deense muziekwereld van de jaren zestig en zeventig in de 20e eeuw.
Geboren als zoon van een Deens verzetsheld uit de Tweede Wereldoorlog groeide hij op in het dorp Dianalund; lagere en middelbare school werden in die omgeving afgerond. Hij wilde uiteindelijk Bouwkundig Ingenieur worden door studie aan Polyteknisk Læreanstalt; een ziekte verstoorde zijn studie en zijn laatste jaren moest hij naast zijn studie werken. Het waren barre tijden voor Knudsen; toen hij in 1950 met zijn vrouw Erna trouwde, bracht hij alleen muziekalbums en afspeelapparatuur in. Hij was niet tevreden met zijn toenmalige baan (telefoonfirma) en maakte van zijn hobby (muziek) zijn beroep. Hij stichtte zijn eigen platenlabels Sonet records en Storyville Records. In 1956 volgde het eerste album; van Big Will Broonzy; tot 1964 volgden er velen. Sonet Records loopt nog door tot de begin jaren zeventig, met onder andere All Oour Own Work van Sandy Denny en Strawbs (Strawbs wordt nog steeds genoemd op zijn website). 